# Pico Almanzor
Pico Almanzor, även kallat Pico de Almanzor och Moro Almanzor, är ett 2 591 meter högt berg i Kastilianska skiljebergen och det högsta berget i centrala Spanien.
Berget har fått sitt namn från arabiskans Al-Mansur som betyder den segerrike. Al-Mansur Ibn Abi Amir var general och statsman i det muslimska Spanien under senare delen av 900-talet som fick titeln Al-Mansur av morerna i Spanien efter att han besegrat de kristna. Under ett av sina fälttåg passerade han nära berget och slogs av dess skönhet. Pico Almanzor bestegs första gången i september 1899 av M. González de Amezúa och José Ibrián. Espada, Ontañon och Abricarro besteg berget för första gången vintertid 1903. 1960 placerades ett meterhögt järnkors på toppen.